# Max Bircher-Benner

Maximilian Bircher-Benner

Maximilian Oskar Bircher-Benner, vor der Heirat 1893 Bircher (* 22. August 1867 in Aarau; † 24. Januar 1939 in Zürich) war ein Schweizer Arzt und Ernährungsreformer. Er entwickelte das Birchermüesli und prägte den Begriff der Vollwertkost.

## Leben – Familie

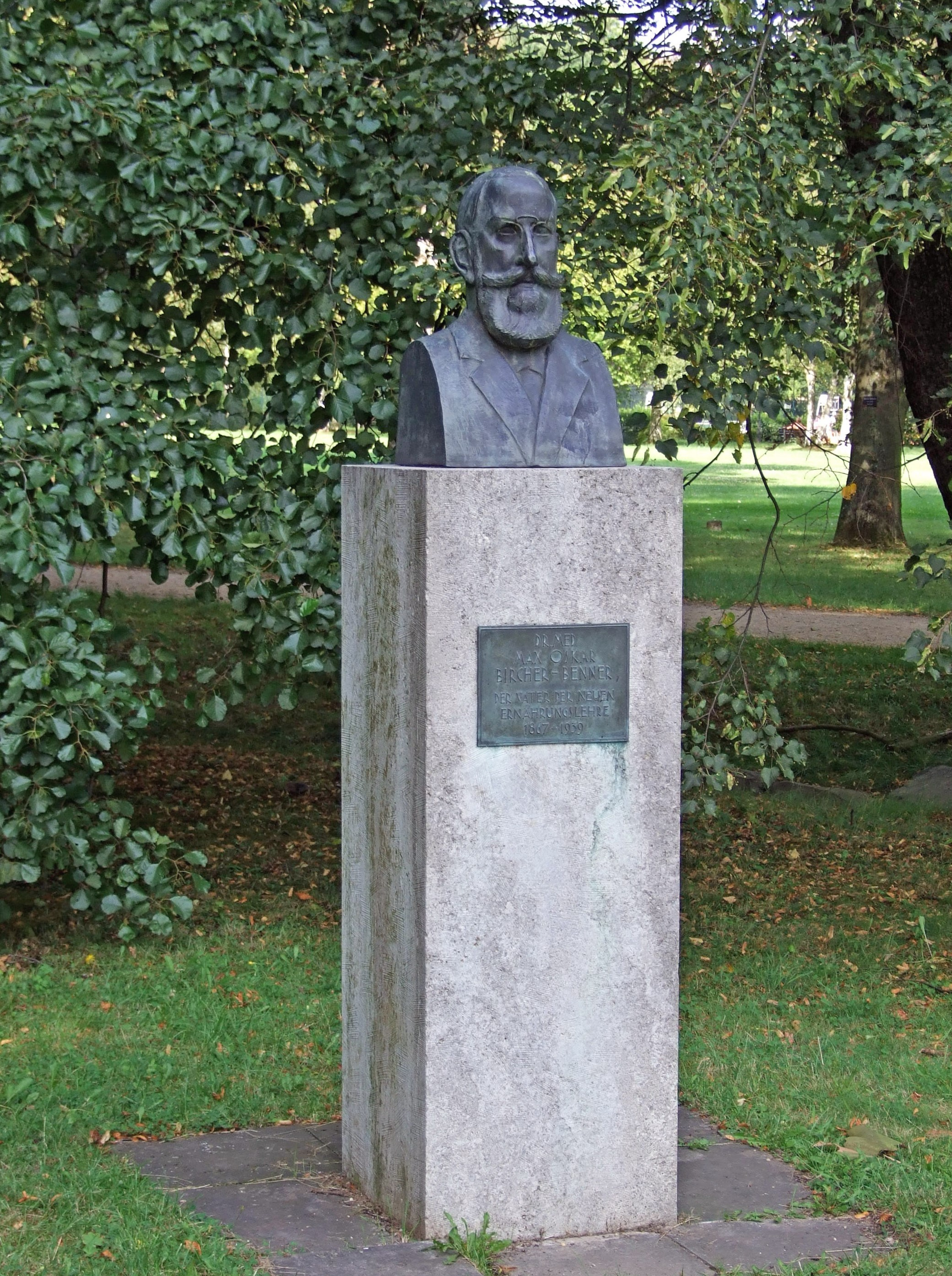
Bronzebüste Bircher-Benners von Georg Krämer, Bad Homburg

Maximilian Bircher wurde als zweiter Sohn des Notars Heinrich Bircher und dessen Ehefrau Berta, geb. Krüsi (1845–1928), in Aarau geboren. Er hatte vier Geschwister:
- Ernst Bircher (1866–1958). Rechtsanwalt.
- Berta Luise Brupbacher-Bircher (Aarau,1870–Zürich,1951)[1]. Von 1907 bis 1944 hauswirtschaftliche Leiterin im «Sanatorium Lebendige Kraft». Schrieb 1927 das Wendepunkt-Kochbuch.
- Emma Fanny Rieter-Bircher (22. Juni 1874 bis 1. Mai 1922)[2]. Zahnärztin.
- Alice von Brasch-Bircher (Aarau,1879–Livland,1916)[3]. Mutter von Dagmar Liechti-von Brasch. 1897–1907 hauswirtschaftliche Leiterin im «Sanatorium Lebendige Kraft». 1906 veröffentlicht sie ein Kochbuch: Diätetische Speisezettel und fleischlose Kochrezepte.

Schon als Kind interessierte sich Bircher-Benner für Medizin. Er studierte nach Ablegung seiner Matura an der Alten Kantonsschule Aarau dieses Fach in Zürich und Berlin. 1891 schloss er das Studium in Zürich ab. 1897 promovierte er in Zürich mit einer Arbeit Über den Naevus pilosus. Schon während seines Studiums beschäftigte er sich mit Naturheilkunde, Hydrotherapie und Diätetik. Stark beeindruckt wurde er durch den Physiologen Justus Gaule (1849–1939) und durch den Psychiater und Abstinenten Auguste Forel.
1893 heiratete er Elisabeth Benner (1872–1945), Tochter eines Apothekers aus dem Elsass, die eine ansehnliche Mitgift in die Ehe brachte. Das Paar bekam im Laufe von zehn Jahren sieben Kinder:
- Max Edwin Bircher-Müller (1895–1977). Arzt. Nach Praxiszeiten in Amerika, u. a. am Battle Creek Sanatorium bei John Harvey Kellogg und in der Mayo-Klinik in Rochester (Minnesota) war er von 1922 bis 1929 Mitarbeiter im «Sanatorium Lebendige Kraft». 1929 eröffnete er eine eigene Praxis in Zürich und gründete später ein eigenes Sanatorium in Oberwil am Zugersee.
- Franklin Bircher-Rey (1896–1988). Arzt. Lehranalyse bei Paul Federn. Ab 1929 Mitarbeit im Sanatorium. 1935 bis 1939 Nationalrat des LDU. 1939 bis 1942 Chefarzt im Zürcher «Sanatorium Lebendige Kraft». Franklin war enger Mitarbeiter von Paul Niehans, der 1931 die «Frischzellentherapie» begründete.
- Willy Bircher-Schwarzenbach (1898–1970). Arzt. Psychotherapeutische Ausbildung bei Wilhelm Stekel in Wien. Ab 1924 Mitarbeit im «Sanatorium Lebendige Kraft», das er mehrere Jahre leitete.
- Ralph Bircher-Rauch (1899–1990). Volkswirt. Handelshochschule Strassburg, 1925–1931 Textilkaufmann in Iberien, in der Karibik und in Zentralamerika. Studium in Nationalökonomie, Dissertation über die Schweizerische Alpwirtschaft. Ab 1932 Redaktor der Hauszeitschrift Der Wendepunkt.
- Elisabeth Favaretto-Bircher (1901–1997). Im «Sanatorium Lebendige Kraft» Lehrerin für Tanzgymnastik und Leiterin einer kleinen Buchbinderwerkstatt.
- Ruth Kunz-Bircher (1902–1997). Konzertviolinistin. Von 1945 bis 1993 Direktion der Bircher-Benner-Privatklinik. Ihr Mann Alfred Kunz-Bircher, promovierter Chemiker, leitete ab 1931 das chemische und klinische Laboratorium der Klinik.
- Marguerite Bircher (1904–1994), wanderte 1939 nach Argentinien aus.

Ab 1911 gehörte auch die Nichte Dagmar Liechti-von Brasch zur Familie, die 1939 zur Assistenzärztin und ab 1947 zur ärztlichen Leiterin und Chefärztin der Bircher-Benner-Privatklinik wurde.
Bircher-Benner war Mitglied der pennalen Verbindung Argovia Aarau.
Bircher-Benner war mit einem Herzfehler geboren und starb 1939 im Alter von 71 Jahren an einem Herzinfarkt
Sein Nachlass und alle Krankengeschichten befinden sich am Archiv für Medizingeschichte der Universität Zürich.

## Praxis und Sanatorium

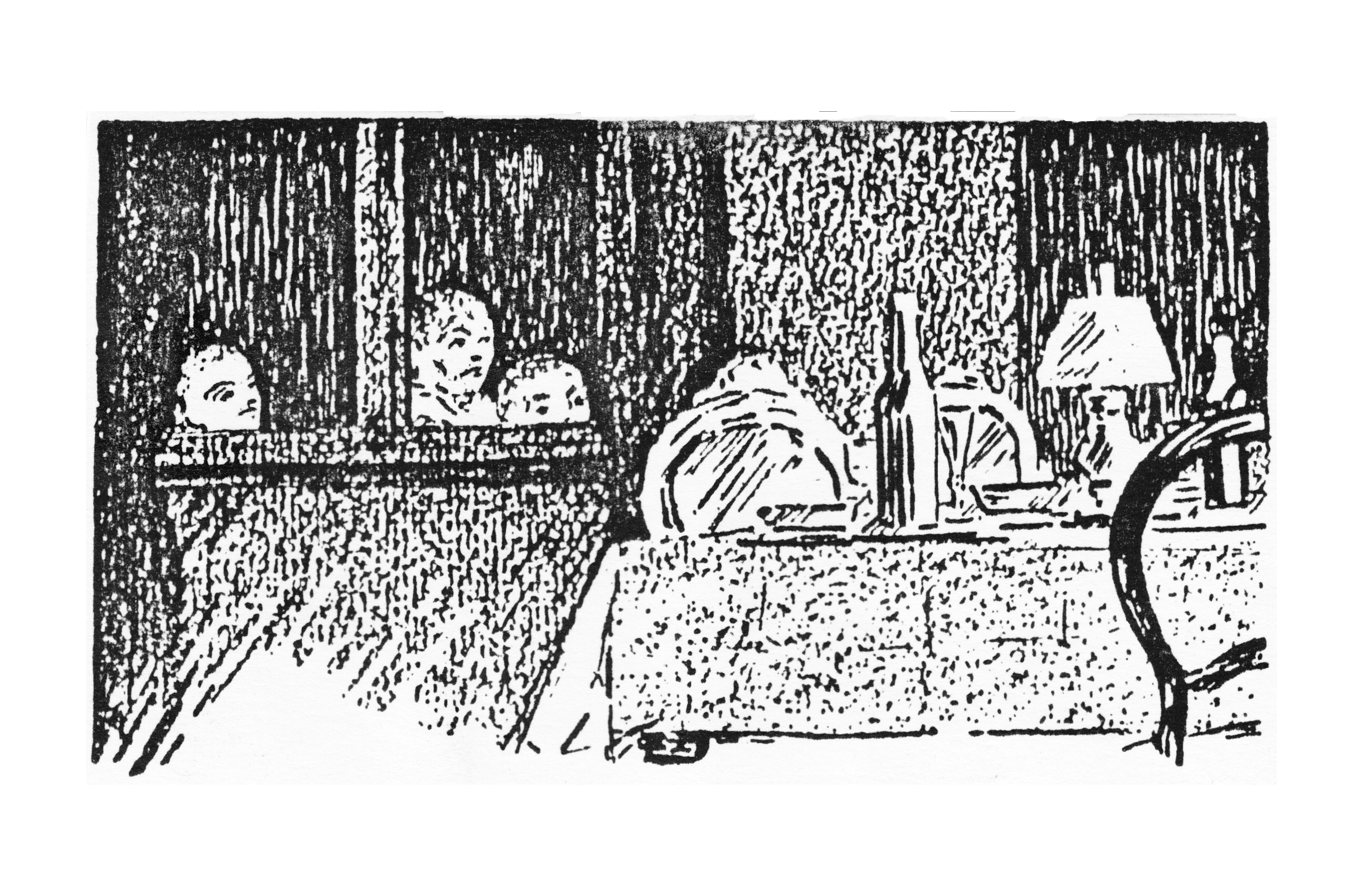
Abbild. zum Kapitel: Zweierlei Winter. In: Fritz Brupbacher und Max Tobler: ... Der tolle Hund. Ein Weihnachtsbuch. Verlag Arbeiterunion, Zürich 1909

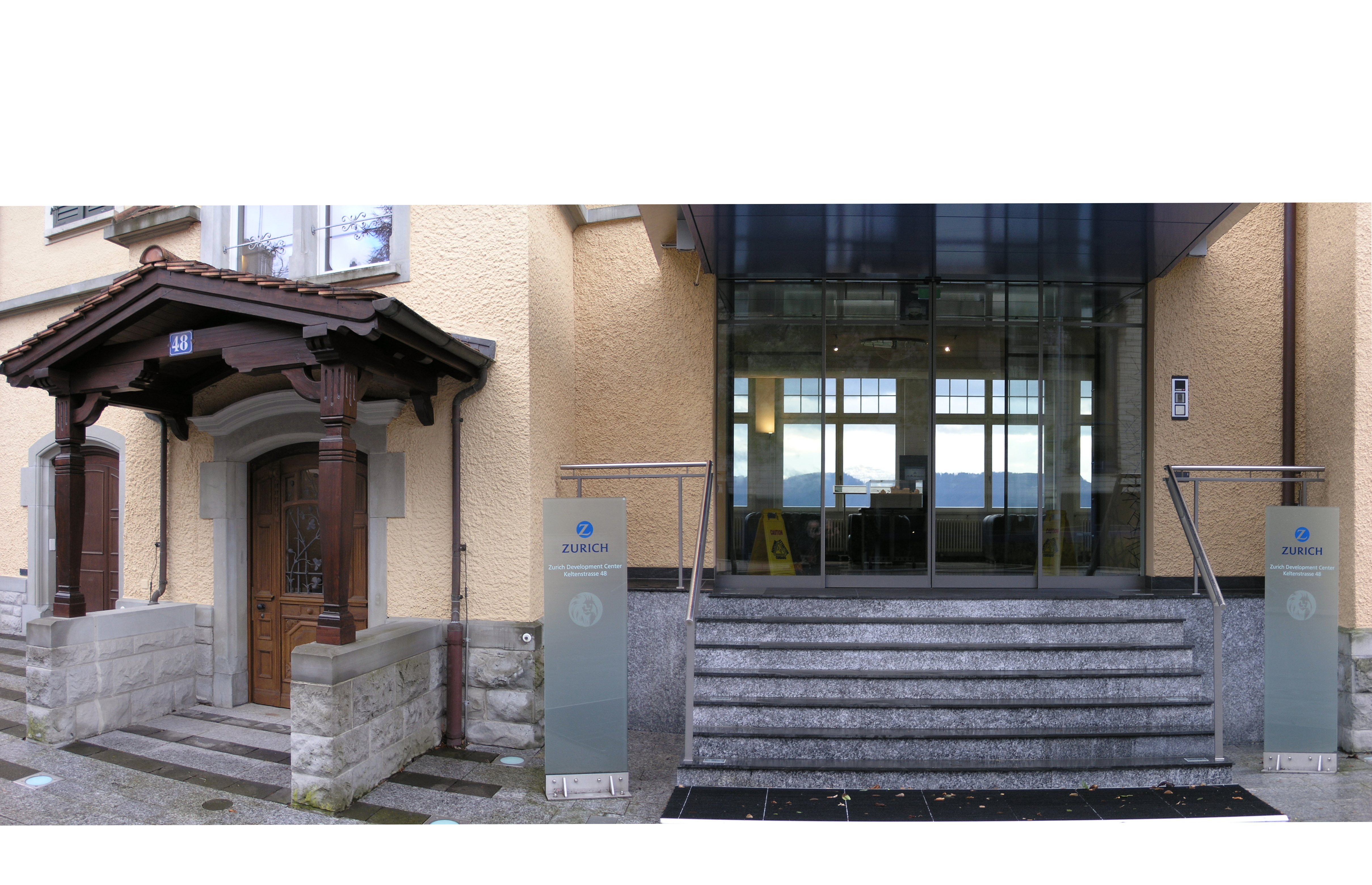
«Sanatorium Lebendige Kraft» = «Bircher-Benner-Privatklinik». Heute Zurich Development Center. Hauptgebäude. Eingang Nord-Ost-Seite

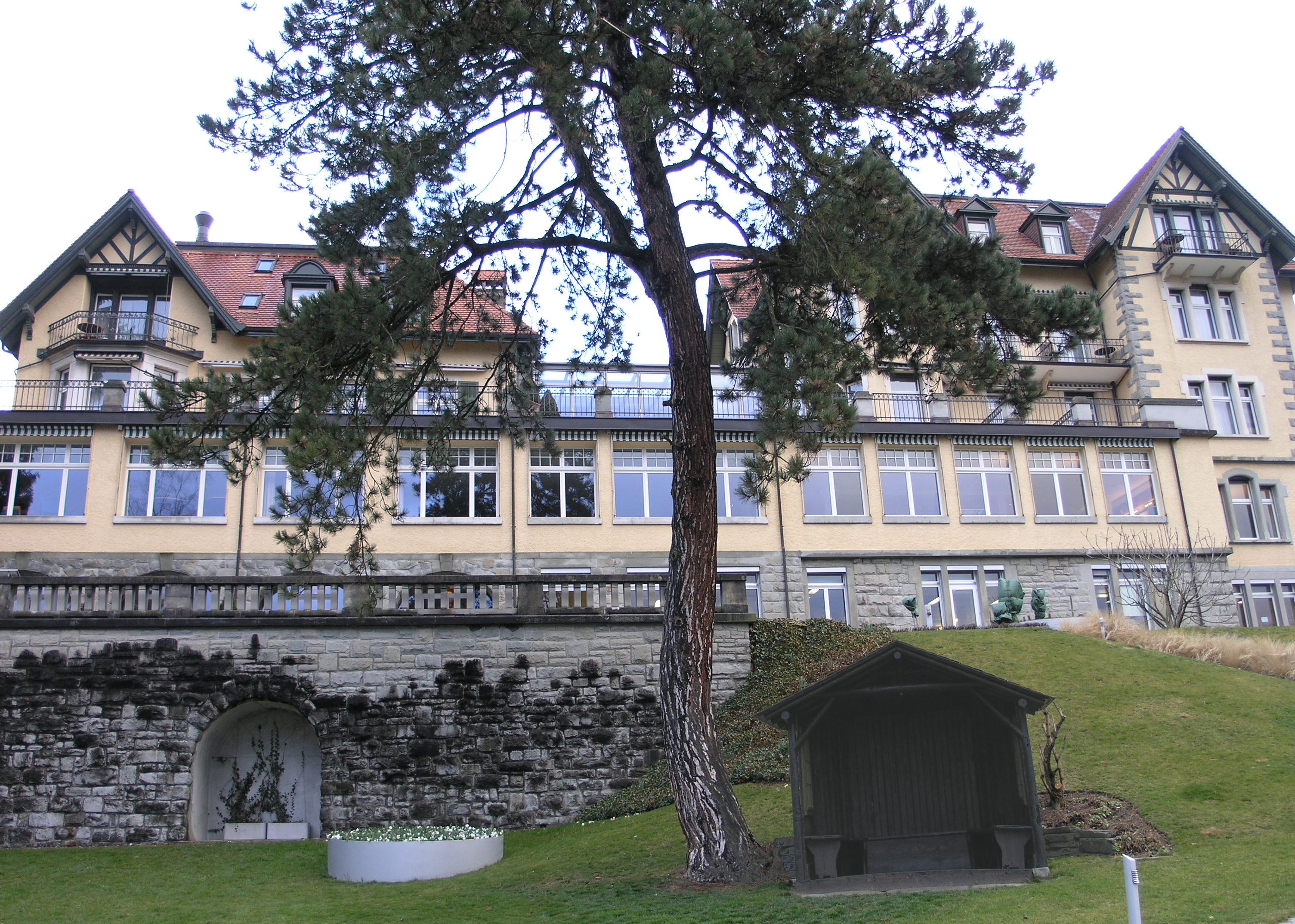
Hauptgebäude. Süd-West-Front

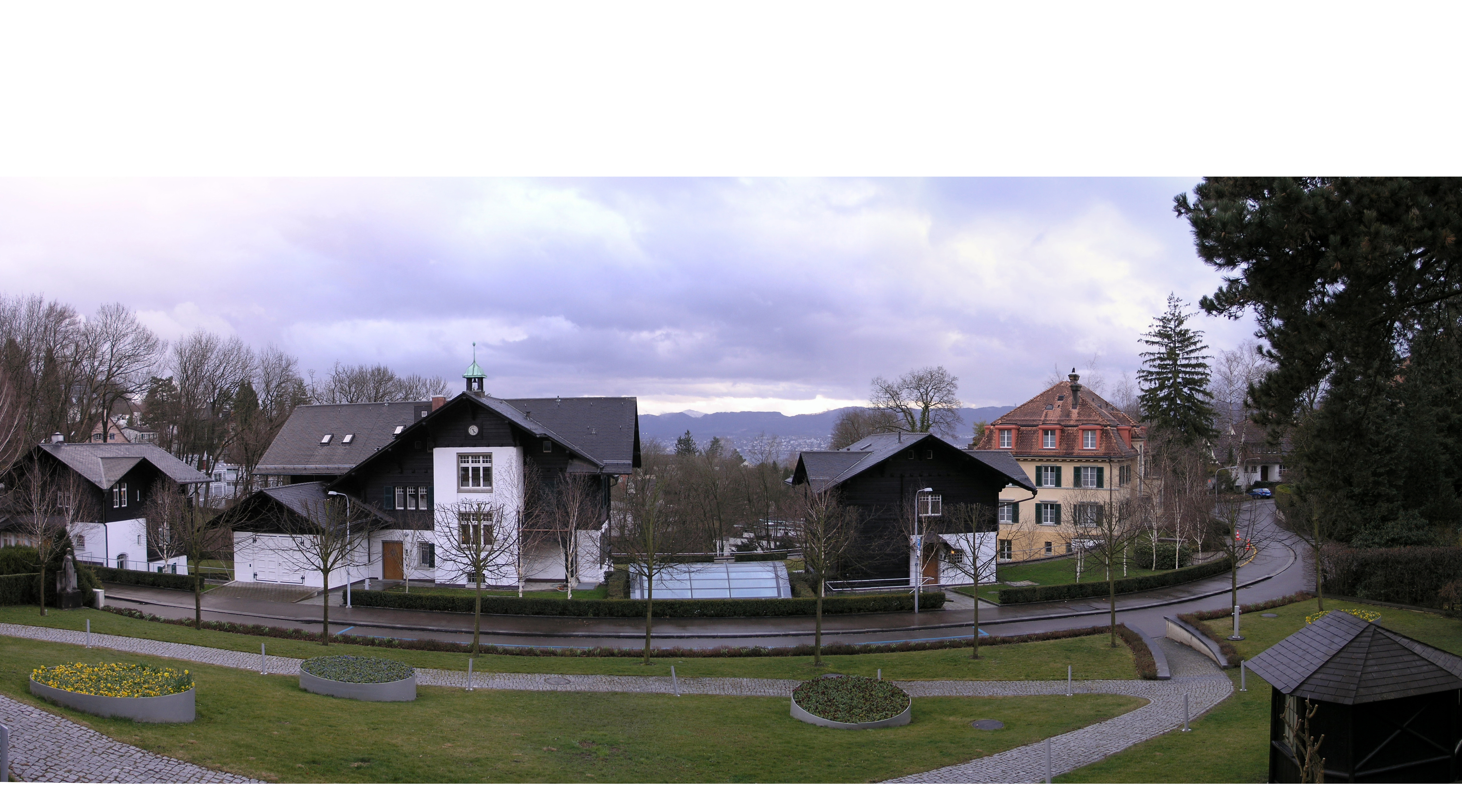
Drei Chalets: «Marguerite» (1906) – «Wilhelmina» (1926) – «Alice» (1906) und das gelbe «Privathaus» (1925/26). Blick vom Hauptgebäude aus

Am 1. Dezember 1891, direkt nach Abschluss des Studiums, ließ Bircher-Benner sich im Industriequartier Zürich-Aussersihl (Hafnerstrasse 60) als praktischer Arzt nieder. Im Spätherbst 1897 eröffnete er eine kleine Privatklinik am Zürichberg (Asylstrasse 35) und betrieb darüber hinaus ein «Centralbad» im Zürcher Stadtzentrum (Waldmannstrasse 9), das er zusammen mit seinem Kollegen Heinrich Hotz führte.

### «Sanatorium Lebendige Kraft»
1904 eröffnete Bircher-Benner am Zürichberg ein Sanatorium in bester Lage über dem See (Keltenstrasse 48), das er «Lebendige Kraft» nannte und das 1906 bis 1914 eine Erweiterung von 20 auf 80 Betten erfuhr.
1907 wurde innerhalb dieses Sanatoriums eine «Abteilung für Wenigerbemittelte» mit zwei großen Zimmern zu je drei Betten eingerichtet. Der Kurpreis wurde hier auf 35 bis 56 Franken pro Woche reduziert (normal 84 bis 112 Franken). Von den «Wenigerbemittelten» wurde Selbstbedienung und Mitarbeit in der Lingerie, bei der Zubereitung der Mahlzeiten sowie bei Haus- und Gartenarbeiten als Gegenleistung gefordert. Der Wochenlohn eines Industriearbeiters in der Deutschschweiz betrug damals 29 Franken.
Der Erste Weltkrieg ließ die Patientenzahl im Sanatorium stark sinken. In den 1920er Jahren kam es wieder zu einem Aufschwung.
Für den Zeitraum 1904 bis 1939 lassen sich die Patienten des «Sanatoriums Lebendige Kraft» nach Geschlecht, nach Landes-Herkunft und nach sozialer Herkunft unterteilen:
- Nach Geschlecht: Frauen 60 %, Männer 40 %.
- Nach Landesherkunft: Schweiz 32 %, Deutschland 30 %, Schweden 16 %[11], Frankreich 5 %[12], Holland 4 %, Russland 4 %, Österreich 2 %, Grossbritannien 1 %, USA 1 %.
  - Bei den Schweizern nochmals unterteilt nach Kantonsherkunft: Zürich 46 %, Bern 12 %, Basel-Landschaft / Basel-Stadt 10 %, Luzern 5 %, Sankt Gallen 4 %, Aargau 4 %, Genf 3 %, Waadt 3 %, Schaffhausen 2 %, Tessin 2 %, Solothurn 2 %, Graubünden 2 %.
- Nach Berufen bzw. nach sozialer Stellung: Hausfrauen / Ehefrauen 28 %, Lehrer / Professoren 11 %, Schüler / Studenten 10 %, Selbständige 8 %, Privatiers 5 %, Ingenieure / Wissenschaftler 8 %, Künstler 6 %, Angestellte 5 %, Ärzte / Krankenschwestern 5 %, öffentlicher Dienst 4 %, Handwerker 3 %, Hausangestellte 2 %, Geistliche 1 %, Militärs 1 %. Sozialarbeiter 1 %.[13]

Prominente als Patienten des «Sanatorium Lebendige Kraft» (Auswahl):
- Musiker: Wilhelm Furtwängler (1908), Elly Ney (1915, 1916, 1917, 1918 und 1934; 1934 nur 4 Tage – deckungsgleich mit dem Aufenthalt von Ludwig Hoelscher), Hermann von Glenck (1928), Bruno Walter (1931, 1932, 1933 und 1934), Carl Friedberg (1933), Otto Klemperer (1933 und 1934) (auf Empfehlung durch Georg Klemperer)[14], Ludwig Hoelscher (1934) und Pierre Maurice (1934).[15] „Um Kosten zu sparen“ mietete Otto Klemperer sich im nahegelegenen «Waldhaus Dolder» ein.[16]
- Schriftsteller: Romain Rolland, Rainer Maria Rilke, Hermann Hesse und Thomas Mann (1909).
- Politik: König von Siam, Ministerpräsident von Russland (vor 1914).

Von 1911 bis 1919 war der Psychotherapeut Alphonse Maeder (1882–1971) Hausarzt an der Klinik. Die Söhne Bircher-Benners arbeiteten im Sanatorium mit und brachten ihre Spezialkenntnisse ein: Max Edwin (1922–1929), Willy (ab 1924), Franklin (ab 1929) und Ralph (ab 1932). Nach Bircher-Benners Tod 1939 wurde das «Sanatorium Lebendige Kraft» in «Bircher-Benner-Privatklinik» umbenannt.

### «Volkssanatorium für Ordnungstherapie»
Durch die Spende des Industriellen F. Allemann in der Höhe von einer Million Franken wurde die Gründung einer gemeinnützigen Stiftung und die Errichtung eines «Volkssanatoriums für Ordnungstherapie» ermöglicht. Die Planung begann 1937. Am 12. April 1938 wurde ein Grundstück am Zürichberg (Schreberweg 9) erworben und im Juni 1939, fünf Monate nach Bircher-Benners Tod, wurde das Sanatorium eröffnet. Es bot Platz für 45 bis 48 Kurgäste. Die Preise für den Klinikaufenthalt waren mit neun Franken pro Tag im Fünfer- und Sechserzimmer und zwölf Franken im Zweier- und Dreierzimmer deutlich tiefer als in der Privatklinik. Die Leitung des «Volkssanatoriums» übernahmen zunächst die Söhne Max Edwin, Franklin und Willy. Im Rechenschaftsbericht über das erste Betriebsjahr hob Franklin Bircher hervor, dass beim Personal des «Volkssanatoriums» bei 6205 Arbeitstagen null Tage Krankheit zu verzeichnen waren.

### «Bircher-Benner-Privatklinik» – «Zurich Development Center»
Nach dem Tode Bircher-Benners übernahmen die Söhne Franklin und Willy die Leitung des Sanatoriums, welches in «Privatklinik Bircher-Benner» umbenannt wurde. Zwischen 1942 und 1973 wurde die Klinik von Bircher-Benners Nichte, Dagmar Liechti-von Brasch, geleitet. Am 1. Mai 1973 ging sie in den Besitz des Kantons Zürich über. 1994 wurde sie nach mehreren Chefarztwechseln infolge mangelnder Auslastung geschlossen und das Gebäude 1998 an die Zürich Versicherungs-Gesellschaft verkauft.

### «Medizinisches Zentrum Bircher-Benner»
Seit Beginn des 21. Jahrhunderts bemüht sich Andres Bircher, ein Enkel Bircher-Benners, die Familientradition weiterzuführen. Nach gescheiterten Versuchen in Le Pont, einem Dorf in der politischen Gemeinde L’Abbaye im Vallée de Joux, und in Beatenberg im Berner Oberland wirkt er heute in Braunwald im Kanton Glarus. Des Weiteren referiert und publiziert er regelmäßig zu verschiedenen gesundheitlichen Themen und lehrt die therapeutischen Konzepte der Bircher-Bennerschen Ordnungstherapie und Diätetik im Rahmen von Seminaren der 2023 gegründeten Bircher-Benner Akademie in Bern und Zürich.

## Therapeutisches Konzept

### Rohkostreiche Diätetik
Während der Behandlung einer schwer magenkranken Patientin, für welche die Kollegen keine Hoffnung mehr sahen, erprobte Bircher-Benner eine sorgsam pürierte Rohkost-Diät und testete sie auch im Selbstversuch, als er an Gelbsucht erkrankte. Weiter erprobte er diese Diät an vielen anderen schwerkranken Menschen. Eine Diät mit ausschließlich Rohkost setzte Bircher-Benner bei gewissen chronischen Krankheiten für einige Wochen ein, mit nachfolgendem allmählichem Übergang auf zunächst vegane, dann lactovegetarische Vollwertkost.
Unter der bald großen Zahl von Diätplänen und Rezepten zu dieser vegetarischen Rohkostdiät erlangte seine Apfeldiätspeise, von den Patienten Birchermüesli genannt, bald weltweite Verbreitung. Das Müesli (hochdeutsch Müsli) bezeichnete Bircher-Benner als «Apfeldiätspeise», kurz d’Spys. Diese konzipierte er so, dass ihre Zusammensetzung derjenigen der Muttermilch möglichst nahe kommen solle, da die Zusammenstellung der Nahrung erwachsener Säugetiere derjenigen der Milch des Muttertieres ähnlich sei.
1903 veröffentlichte Bircher-Benner die Schrift Grundzüge der Ernährungstherapie auf Grund der Energetik. Seine These: Nicht nur der Gehalt an Nährstoffen sei für die Qualität der Nahrungsmittel entscheidend, sondern auch die in ihnen gespeicherte Sonnenenergie aus der Photosynthese (Bereits 1875 hatte der Fotograf und Lebensreformer Gustav Schlickeysen (1843–1893) ein von sonnengereiften Früchten ausgehendes Konzept einer „Obstheilkunde“ entwickelt und seine Sonnenlicht-Interpretation als „Erlösung des Menschen“ hingestellt). Bircher-Benner suchte nach einer wissenschaftlichen Erklärung und fand diese schließlich im 2. Hauptsatz der Thermodynamik. Damit erklärte er die das biologische System „ordnende Heilungskraft“ der vegetarischen Rohkostdiät. Bircher-Benner postulierte, dass die „lebendige Pflanzennahrung“ ein hohes Potential an hochgeordneter Energie enthalte, die durch die Speicherung von Lichtquanten (Photonen) in den lebendigen Zellen von Pflanzen, die zur Photosynthese fähig sind, vorhanden sein müsse. Je nach deren Nähe zur Photosynthese teilte er die Nahrungsmittel in „Lichtakkumulatoren“ erster, zweiter und dritter Ordnung ein. Die Experimente des Biologen Alexander Gawrilowitsch Gurwitsch aus dem Jahr 1923 über die „mitogenetische Lichtstrahlung“ der Zwiebelwurzel und sein Postulat eines „morphogenetischen Feldes“ bestärkten Bircher-Benner darin.
1932 formulierte Bircher-Benner die aus seiner Sicht Hauptfehler der allgemein verbreiteten Ernährung und belegte diese mit Fallbeispielen aus seiner Klinik: Die Qualitätsverminderung durch den Kochprozess bei mangelnden „lebendigen Vegetabilien“ (Rohkost), der „Eiweißüberschuss“, die Verwendung nur eines immer gleichen Teils pflanzlicher Nahrungsmittel („Zerbrechung des Nahrungsintegrals“), der übermäßige Gebrauch von Kochsalz, Auszugsmehl, tierischem Fett und Zucker, von Reizmitteln und Alkohol. Als Konsequenz formulierte er die Notwendigkeit einer „vollwertigen“ Ernährung mit 70 % Rohkostanteil.
Bircher-Benners „Integralgesetz der Ernährung“ besagt, dass Nahrungsmittel, soweit keine Toxine in ihnen vorhanden sind, in ihrer Gesamtheit verwendet werden sollen, um deren Inhaltsstoffe in ihrer Ganzheit zu erhalten. Zudem formulierte er einen Begriff der Nahrungsökonomie, der besagt, dass die Zusammensetzung der Nahrung dem Bedarf unseres biologischen Systems möglichst genau entsprechen soll, so dass der Organismus von nichts zu viel und von nichts zu wenig erhält, so dass weder Mangelerscheinungen, noch Einlagerungen durch „Stoffwechselschlacken“ entstehen.
Bircher-Benner zufolge, hat den höchsten Nährwert, was er „Sonnenlichtnahrung“ nannte. Diese besteht aus allen roh genießbaren Pflanzenteilen, wie Blättern, Früchten, Samen, Körnern, Knollen und Wurzeln und sei deshalb so wertvoll, weil die Pflanzen das Sonnenlicht direkt aufnehmen und weil sie aus anorganischen Stoffen organische Moleküle aufbauen und so „Lebloses“ in „Lebendiges“ verwandeln. Als besonders wertvoll schätzte Bircher-Benner das grüne Blatt. Den Nährwert gekochter Pflanzenkost stufte er geringer ein. Minderwertig waren aus seiner Sicht alle Konserven und alles, was gegen das Gebot der „Ganzheit“ verstößt, zum Beispiel Weissmehl und „Raffinadezucker“. Fleisch verbannte Bircher-Benner ans unterste Ende seiner Bewertungsskala, weil das Tier seiner Meinung nach die zugeführten Energien aus pflanzlicher Nahrung für sein eigenes Leben schon weitgehend verbraucht habe.
Mit seinen Diät-Ideen, die das Rohe über das Gekochte, die Pflanzenkost über das Fleisch und die Kohlenhydrate über das Eiweiß stellten, begab sich Bircher-Benner in Opposition zur damals gültigen Wissenschaft, die von den Forschungen des deutschen Chemikers Justus von Liebig (1803–1873) zur Pflanzen- und Tierchemie und den Arbeiten seiner Schüler zum Energiehaushalt des Menschen geprägt wurde. Liebig vertrat den Standpunkt, je härter ein Mensch körperlich arbeite, desto mehr Protein brauche er, weil jede körperliche Tätigkeit an der Muskelsubstanz zehre. Liebigs Schüler, Carl von Voit (1831–1908), ermittelte, dass ein 70 Kilogramm schwerer Mann bei mittlerer körperlicher Arbeit, wenn er seine volle Leistungskraft erreichen will, täglich mindestens 118 Gramm Eiweiß, davon etwa ein Drittel in tierischer Form, außerdem 50 Gramm Fett und 500 Gramm Kohlenhydrate benötige. Zusammen ergibt das etwa 3050 kcal.
In den 1930er Jahren wurden rohkostreiche Heildiäten nach der Konzeption Bircher-Benners an verschiedenen medizinischen Zentren, wie dem Kinderspital Zürich, dem Rudolf-Heß-Krankenhaus in Dresden und dem Royal Free Hospital in London, eingesetzt. Im Royal Free Hospital richtete man eine eigene Abteilung zur wissenschaftlich begleiteten Behandlung schwerst kranker Osteoarthritis-Patienten nach Bircher-Benners Methode ein. Im Jahr 1936 wurde dort eine vom Bircher-Benner-Konzept inspirierte Diätbehandlung an 12 Patienten mit chronischem Rheuma getestet. Die Behandlung begann mit einer roh-lactovegetarischen Ernährung über zwei Wochen, gefolgt von einer Ernährung, die auch einige gekochte Speisen, Milchprodukte, Eier und etwas Fleisch sowie Schinken beinhaltete. In beiden Diätphasen wurde auf den Zusatz von Salz verzichtet, woraus anfangs eine nahezu salzfreie, später eine noch immer salzarme Ernährung der Rheuma-Patienten resultierte. Begleitend wurde gelegentlich ASS in geringer Dosis gegeben. Der Studienveröffentlichung zufolge, „fühlten sich“ 10 der 12 Teilnehmer unter dieser Behandlung zunächst „definitiv besser“, wobei zwei der erfolgreichen 10 später einen Rezidiv ihrer Beschwerden erfuhren. Die berichteten Beschwerdebesserungen erklärte die Studienautorin damals mit der diätbedingt stark reduzierten Salzzufuhr.

### Ordnungstherapie
Bircher-Benner bezeichnete sein Sanatorium als «Lebensschule» und als «wirksames Instrument gegen die Degeneration» der Bevölkerung durch «unnatürliche» Lebensweise. Der Tagesablauf im Sanatorium auf dem Zürichberg war streng geregelt. Schon vor dem Frühstück war ein Spaziergang vorgesehen, außerdem gab es ein Programm zur «körperlichen Ertüchtigung» mit Bewegungstherapie, Turnen, Hydrotherapie, Gartenarbeit, Liegekur, Terraintraining und Heliotherapie, sowie persönlicher Hinwendung zu Kunst und Musik. Um 21 Uhr begann die Nachtruhe. Ein prominenter Kurgast war Thomas Mann, der das Sanatorium 1909 in einem Brief als «hygienisches Zuchthaus» bezeichnete. Er lobte aber die Wirkung der Therapie am Sanatorium «Lebendige Kraft» als zuvor nie dagewesen. Hier inspirierte er sich für seinen Roman Der Zauberberg.
Die Ordnungstherapie Bircher-Benners stellt eine den ganzen Menschen, Psyche und Soma, umfassende Behandlung dar. In einer Verletzung der Ordnungsgesetze der biologisch vorgegebenen Lebensbedingungen des Menschen in körperlicher und seelischer Hinsicht sieht Bircher-Benner die Grundursache fast aller Krankheiten. Die Ordnungstherapie verlangt die volle Aufklärung des Patienten, so dass er durch eine Neuordnung seiner Lebensweise an seiner Heilung aktiv mitwirken kann Bircher-Benners Ordnungstherapie umfasste ein tiefes psychologisches Verständnis der seelischen Ursachen der Erkrankung. Er interpretierte die Ödipussage anders als Sigmund Freud und war mit Carl Gustav Jung befreundet. Nach Bircher-Benners Ansicht geht es in der Ödipus-Sage weniger um den Vatermord und verbotene Sexualität als um den Kampf zwischen Sinnlichkeit im weitesten Sinn und geistigen Impulsen, zwischen Begierde und Verzicht, der am Anfang jeder Menschwerdung stehe. Den psychoanalytischen Begriff der Übertragung beschrieb er selbst als Induktion. In seinem Werk mit dem Titel: «Der Menschenseele Not» legte er seine psychotherapeutischen Erfahrungen dar. Er beschrieb die große Bedeutung der internalisierten Mutterbeziehung als Mutterkomplex und derjenigen zum Vater als Vaterkomplex eines jeden erwachsenen Menschen und die große Aufgabe eines Jeden, dadurch sich aus diesen zu befreien, dass diese inneren Bindungen voll ins Bewusstsein gelangen. In einer autobiographischen Darlegung seines ärztlichen Werdeganges postulierte er die Notwendigkeit einer Wandlung des ärztlichen Denkens im Sinne einer ganzheitlichen Erkenntnis der Ursachen der Krankheiten und einer ganzheitlichen ärztlichen Therapie, die nicht Symptome unterdrückt, sondern die Ursachen angeht.

### Moderne Rezeption der Bircher-Benner-Diät
Der Kenntnisstand Bircher-Benners entspricht demjenigen zum Beginn des 20. Jahrhunderts, seine maßgeblichen Werke erschienen vor 1938. Die Theorie der eingefangenen Sonnenstrahlen widerspricht den heutigen Erkenntnissen.
Rohkost kann im Vergleich zu gegarter Kost zu einer unvollständigeren Verdauung führen, was die Aufnahme von Vitaminen und Spurenelementen verschlechtert sowie Mangelerkrankungen und Blähungen begünstigt. Einige pflanzliche Fraßgifte wie die in Hülsenfrüchten vorkommenden Phasine (gewisse Lektine) und die cyanogenen Glykoside werden erst durch Hitzeeinwirkung weitgehend zerstört. Beim Keimvorgang wird nur ein Teil des Phasingehaltes abgebaut. Die Zellmembranen werden durch Erhitzen vollständiger aufgebrochen, wodurch gewisse Nährstoffe besser zur Verfügung stehen. Die pflanzliche Rohkost stellt eine Vielzahl sekundärer Pflanzenstoffe (Phytochemicals) wie Flavonoide, Carotenoide, Phytosterine, Saponine, Glucosinolate, Polyphenole, Proteinase-Inhibitoren, Terpene, Phytoöstrogene, Sulfide u. a. in hoher Konzentration zur Verfügung, von denen viele durch Erwärmung teilweise oder ganz zerstört werden. 2005 zeigten Fontana et al., dass eine roh-vegetarische Ernährung langfristig mit geringer Knochenmasse an klinisch bedeutsamen Skelettbereichen assoziiert ist. Die Autoren fanden bei den 18 untersuchten Studienteilnehmern, die sich seit 18 Monaten oder länger roh-vegetarisch ernährten, sowohl einen zur Vergleichsgruppe signifikant reduzierten Knochenmineralgehalt als auch eine signifikant reduzierte Knochenmineraldichte. Bei veganer Ernährung muss Vitamin-B12 supplementiert werden.
Andererseits kann Bircher-Benner als Vorreiter vieler Grundzüge der modernen Ernährungswissenschaft gesehen werden :
- Seine Ablehnung von isoliertem Zucker und von raffinierten Fetten und Kohlenhydraten (Auszugsmehle, polierter Reis etc.) : Diese verursachen Vitamin- und Mineralienmangel und sind als Ursache vieler Zivilisationskrankheiten bekannt, darunter Karies, Übergewicht, Diabetes und deren Folgeerkrankungen, Arteriosklerose, Krebs etc.[51][52]
- Seine Ablehnung von ausschließlich gekochter Nahrung : Hitzeeinwirkung ist Ursache für die Zerstörung vieler Vitamine.[53]
- Die Ernährung nach Bircher-Benner ist weniger kalorienreich als eine traditionelle Ernährung im Stil einer ‘Hausmannskost’ – dies ist aus moderner ernährungsphysiologischer Sicht positiv zu bewerten.

## Geschichte des Bircher-Müslis

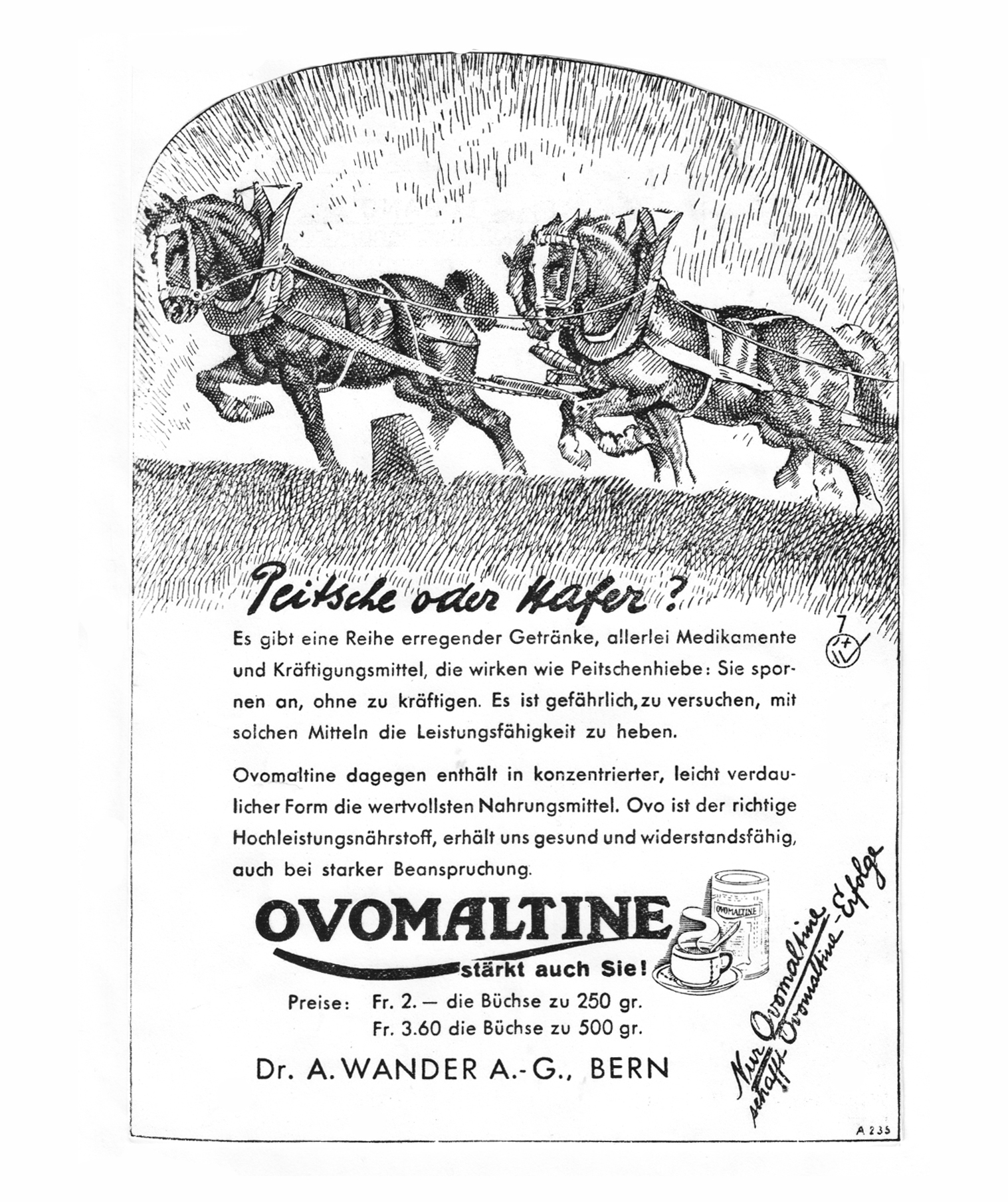
1. Mai 1932 und 1. Mai 1934. Anzeigen für Ovomaltine in der Zeitschrift »Volksgesundheit«

Hafer ist ein wesentlicher Bestandteil des Bircher-Müsli. Im 16. Jh. war das Hafermus in Schwaben, im Allgäu und im Thurgau eine Speise der Armen.
1518, in seinem Spiegel der Arznei, berichtete der Colmarer Arzt Lorenz Fries darüber, wie er in seiner Jugend in der Lateinschule eines geizigen Pfaffen zur Kost ging und alle Tage Haferbrei essen musste. Fries urteilte:
Haber als Galienus ſagt am erſten bůch von den ſpeiſen in dem Cap. Auena / ſo iſt es ein ſpeiß der vnuernünfftigen thierer vnd nit der menſchen. […] Aber in vil landen eſſen in die menſchen bei der vile / dz erſt vnd dz letſt iſt allweg habermůß / als die Algöwer / Schwaben vnd Thürgöwer / da machet man zwerch Stopfferbrey / Rörenbrei / zünnen / vnd mancherlei geköcht von habermůß / ettlichs als dick dz ein wolbeſchlagner gul darüber lieff vnd nit hinyn fiel. […] Etliche eſſen milch darzů / fürwar wa ſie nicht ſo grob weren / nem mich nit wunder / das sie gleich zerſpringen von diſer speiß. Ettliche ſagen den krancken ſei gůt ein habermüßlin. Nein ſag ich es iſt nit gůt in keiner kranckheit […] mein rat iſt du laſt die pferd den habern eſſen.
1539, in seinem Kräuterbuch, widersprach Hieronymus Bock:
Habern. … Von der krafft vnnd würckung. Dje jhenige ſo im Algew / Torgaw / Schwaben / vnd anderen rauhen enden oder lendern wonen / die wiſſen die beſten brei von Habermeel zů kochen / dünn vnnd dick / rören vnd zwerch ſtopffer brei / Derhalben Plinius nit onbillich ſagt / wie das die teütſchen ſtets habern eßen / vnd iſt zwar nit eyn ongeſunde koſt / wann ſie recht bereyt würt. Es ſind auch die menſchen / ſo ſtets Haber můßer vnd der gleichen brauchen / ſtercker vnd geſunder dann die jhenige ſo do ſtets Apitios [ apitios cibos = Leckereien? ] in jren kuchen [Küchen] haben. Wer augen hatt vnnd ſehen will / der můß bekennen / das mehr kranckheyt / vnnd ſiechtagen auß den vollen kuchen vnnd Apotecken / weder ſunſt von natur wachſen / nach dann wöllen wir vns (wiewol offt gewarnt) nit hüten. …
Bircher-Benner legte Wert darauf, dass „d Spys“ verwandt sei mit der Nahrung schweizerischer Alphirten. Im Freundeskreis erzählte er gelegentlich, wie er auf einer Almhütte eingekehrt sei und die Sennerin ihn und seine Frau mit einem „recht seltsamen Essen“ bewirtet habe. Das Gericht aus zermahlenem Korn, Obst, Milch und zerkleinerten Nüssen soll Bircher-Benner zur Rezeptur seiner „Apfeldiätspeise“ inspiriert haben.

## «Wendepunkt» und «Wendepunkt-Verlag»
1923 gründete Bircher-Benner die Monatsschrift «Der Wendepunkt im Leben und im Leiden». Redaktion: 1925–1926 Martha Bircher-Müller (Ehefrau von Sohn Max Edwin); 1927–1932 Elisabeth Bircher-Benner; 1932–1978 Ralph Bircher. Ab 1953 war Dagmar Liechti-von Brasch Mitherausgeberin der Zeitschrift. Ebenfalls 1953 gründeten Ralph Bircher und der Frankfurter Verleger und Großbuchhändler Emil Schwabe, Teilhaber der deutschen «Reformrundschau», den Bircher-Benner-Verlag mit Sitz in Bad Homburg, der den Wendepunkt herausgab.
Aus anfänglich 1000 wurden bis 1930 6000 «Wendepunkt»-Abonnenten; ihre Zahl war in den 30er-Krisenjahren abnehmend, ab 1938 tendenziell steigend, und 1944 waren es rund 8000, wahrscheinlich der Höchststand.
Den weitaus größten Teil der monatlichen Beiträge im «Wendepunkt» bestritt Bircher-Benner selbst. Er betreute zudem die beliebte Rubrik «Fragen und Antworten», für die er bis zu seinem Tod 1939 an die 2000 Zuschriften beantwortete. Unterstützt wurde er von seinen Söhnen. Wesentliche Beiträge leisteten weiterhin u. a.:
- Wilhelm Stekel 1926–1929 eine Artikelserie über Erziehungsprobleme[59], 1930 eine Aufsatzfolge mit dem Titel Die moderne Ehe[60] und 1932 sowie 1933 die Arbeiten Entwicklung und Grundlagen der Psychoanalyse und Sexualität und Erziehung.
- Erich Stern Beiträge: 1929 Krankheit als Erlebnis, 1933 Zum Problem der Kinderneurose, 1934 eine Abhandlung über Erziehungsfragen, 1937 Grenzen der Psychotherapie und 1938 Endokrine Störungen bei Kindern und Jugendlichen.
- Heinrich Meng 1931, 1934 und 1937 Beiträge zur Psychohygiene.
- Werner Zabel 1939[61]
- Karl Kötschau 1944[62], 1954[63]

In der Rubrik «Originalartikel der Mitarbeiter» erschienen in wechselnder Zusammensetzung Arbeiten von Alfred Brauchle, Curt Lenzner, Werner Zabel, Martin Vogel, Werner Altpeter, Werner Kollath, Willi Kraft und Karl Kötschau. Kollath erhielt zeitweise eine eigene Rubrik unter dem Titel «Kollath-Worte».

## Vererbung
In seinem zweibändigen Werk «Der Menschenseele Not» (1927–1933) verteidigte Bircher-Benner die Mnemenlehre des Jenaer Zoologen Richard Semon, welche die Lamarcksche These von der Vererbbarkeit erworbener Eigenschaften postulierte. Bircher-Benner berief sich dabei auf seinen Lehrer Auguste Forel.
Eben dieser Auguste Forel war aber auch Initiator von Zwangssterilisationen aus psychiatrischer Indikation und damit Vorreiter einer Praxis der „Ausschaltung schlechten Erbguts“, einer Praxis, die im System der deutschen nationalsozialistischen Rassenhygiene zu einer Spirale von Zwangsmaßnahmen bis hin zu Krankenmorden führte. Bircher-Benners Standpunkt bezüglich eugenischer Zwangsmaßnahmen ist bisher nicht genauer untersucht worden. In einem Prospekt des «Sanatoriums Lebendige Kraft» schrieb Bircher-Benner ca. 1906: „Wir sollten die Ursachen kennen und beherrschen lernen, welche die Flamme des Lebens schwächen. Sie liegen vor allem in der Nahrung, in der Zuchtwahl und im Klima. Die Zuchtwahl können wir nicht unter Polizeiaufsicht stellen, vorderhand vermögen wir rein gar nichts an ihr zu ändern.“
Im Rahmen der Neuen Deutschen Heilkunde veröffentlichten der Naturheilkundler Alfred Brauchle und der Schulmediziner Louis Ruyter Radcliffe Grote die Protokolle von Gesprächen, die sie vom 6. bis 16. Mai 1935 zum Thema „Schulmedizin und Naturheilkunde“ geführt hatten. Darin warf der Schulmediziner Grote den Naturheilkundlern vor, sie würden die Vererbung vernachlässigen und eher äußere Einflüsse wie die „Missernährung über Generationen mit einer allmählich zunehmenden, im Einzelnen nicht sichtbaren, schließlich aber vererbbaren Schwächung der Konstitution“ für die Krankheitsentstehung verantwortlich machen. Insbesondere Bircher-Benner warf er vor, damit eine Wiederentdeckung des Lamarckismus zu betreiben. Durch Bircher-Benners Krankenkost würden „erbkranke Individuen in die Lage versetzt, ihre Anlagen weiter zu vererben.“ Nach neuesten Erkenntnissen sei aber „im Sinne des Gesetzes vom 14. Juli 1933 zu handeln, welches erbkranken Nachwuchs dadurch verhütet, dass man seine Erzeugungsmöglichkeit unterbindet.“ Der Naturheilkundler Alfred Brauchle entgegnete ihm: „Die ausschließliche Berücksichtigung der Erbanlage in der Medizin … würde ja die Heilkunde dem Einzelnen gegenüber fast überflüssig machen und dem Arzt nur die Aufgabe des Rassenhygienikers zuweisen.“

## Neue Ordnungen
Bircher-Benners Lehre erfuhr Ende der 1920er Jahre im Rahmen einer breiter gelagerten medizinischen und öffentlichen Debatte über den Gesundheitswert von Rohkost und Vitaminen grössere Anerkennung. Seine Kritik an den degenerativen Wirkungen der „Zivilisationskost“ entsprach der Haltung einiger rechtskonservativer und nationalsozialistischer Ärzte, etwa Werner Zabel und Karl Kötschau.

### Mussolini und die Hitlerschen Ärzte
1932 wies Mussolini die italienischen Ärzte an, eine „naturgemäße Reform der täglichen Gewohnheiten“ durchzuführen. Bircher-Benner bescheinigte ihm deshalb „hervorragende Führertugenden“ und einen „sozial-therapeutischen Scharfblick“. Ende 1933 und Anfang 1934 lobte Bircher-Benner die „Führer der deutschen Ärzteschaft“. Diese hatten die deutschen Ärzte aufgerufen, durch eigenes Vorbild, durch eine an der Natur ausgerichtete Lebensweise und durch eine Symbiose von Schulmedizin und Naturheilkunde das Vertrauen der Patienten zurückzugewinnen.
Im sozialdemokratischen Tagblatt Volksrecht empörte sich der Zürcher Psychiater Charlot Strasser über Bircher-Benners Lob für die Diktatoren in Nord und Süd. In seine Kritik bezog Strasser auch den Schweizer Arzt Adolf Keller-Hörschelmann mit ein, der als Redaktor der Zeitschrift Volksgesundheit eine Rede von Rudolf Hess wörtlich abgedruckt und lobend kommentiert hatte. Bircher-Benner antwortete:

„Würde die sozialistische Partei morgen für die Bedeutung der biologischen Grundlagen ebenso entschieden eintreten wie Mussolini oder die Hitler’schen Ärzte, so würde sie bei mir die gleiche Zustimmung finden. Mein Standpunkt richtet sich weder für noch gegen eine bestimmte Partei.“

Neben Bewunderung für die Gesundheitspolitik des faschistischen Italiens und des nationalsozialistischen Deutschlands äußerte Max Bircher-Benner auch Kritik an den politischen Verhältnissen in der Schweiz. Noch im Jahr 1936 wünschte er sich durchgreifende gesundheitspolitische Veränderungen in seinem Land nach dem Vorbild Italiens und Deutschlands, um die nach seiner Meinung auch in der Schweiz fortschreitende „Erbgutverschlechterung am gesamten Volkskörper“ aufzuhalten.

### Dresdener Klinik
Ab März 1934 bemühten sich die deutschen Ärztefunktionäre Gerhard Wagner und Bernhard Hörmann, Bircher-Benner nach Dresden zu holen. Er sollte dort die Leitung der „Ernährungsabteilung“ als einer von drei „Biologischen Abteilungen“ an der Klinik für Naturheilkunde des Rudolf-Heß-Krankenhauses übernehmen. Mit dieser Tätigkeit sollte eine Professur verbunden sein, die zuerst an die Technische Hochschule Dresden und später an die Universität Leipzig angebunden sein sollte. Bircher-Benner akzeptierte zunächst die ihm gemachten Angebote, es kam jedoch zu Verzögerungen. Schließlich verzichtete er im Februar 1935 zugunsten seines deutschen Schülers Werner Zabel auf die Funktion als „Führer einer Abteilung“, auch weil die in Aussicht gestellte Professur auf Widerstand stieß. Von den drei „Biologischen Abteilungen“ in der Dresdener Klinik wurde die erste durch den Bircher-Benner-Schüler und Arzt Werner Zabel, die zweite durch den naturheilkundlich orientierten Arzt Alfred Brauchle und die dritte durch den Arzt und Hydrotherapeuten Georg Hauffe geleitet. Nach dem „Weggang“ von Werner Zabel im Juni 1935 und nach dem Tod von Georg Hauffe im Juni 1936 wurden die drei Abteilungen zur „Klinik für Naturheilkunde“ unter Brauchles Führung vereinigt.

### Deutungen und Bewertungen
Bis in die 1980er Jahre wurde Bircher-Benners Verhältnis zu den Exponenten der «Neuen Deutschen Heilkunde» durch seinen Sohn Ralph gedeutet – datumsabhängig unterschiedlich: Die Berufung nach Dresden sei gescheitert, so Ralph Bircher, weil sein Vater „diese ehrende aber schwierige Aufgabe hauptsächlich mit Rücksicht auf seine Kräfte nicht annehmen konnte“ (1937) bzw. „weil er seine persönliche Freiheit nicht gefährden wollte“ (1974). 1993 kam Albert Wirz zu dem Schluss, dass Bircher-Benner zuerst freudig zusagte, sich dann aber eines besseren besann und „diese ehrende, aber schwierige Aufgabe“ dankend ablehnte. Allerdings nicht etwa aus politischen Gründen, sondern weil er sich zu alt fühlte. Nachdem er die gedankliche Nähe Bircher-Benners und seines Sohnes Ralph zur Blut-und-Boden-Ideologie der deutschen Nationalsozialisten geschildert hatte, stellte Albert Wirz klar: „Bircher-Benner Vater und Sohn dachten in vielen Punkten ähnlich wie Faschisten und Nazis; sie waren jedoch zu keiner Zeit Nazis oder Faschisten.“ Marina Lienert publizierte 2001 die Hypothese, dass auch die Ablehnung seiner Forderung nach einem Professorentitel Max Bircher-Benner davon abhielt, dem Ruf an das Rudolf-Heß-Krankenhaus zu folgen. Uwe Spiekermann kam 2010 bei seiner Forschung im Bircher-Benner-Archiv zu dem Schluss:
„Für die führenden nationalsozialistischen Vertreter der Alternativmedizin und der Lebensreform war Bircher-Benner einer der ihren – und dies schloss für sie nationalsozialistisches Denken, Fühlen und Handeln mit ein. Für sie war er kein Außenseiter, sondern eine Leitfigur und ein Führer. Er war Wegbereiter eines neuen Arzttums und einer neuen Verbindlichkeit. … Zugleich aber gilt es zu berücksichtigen, dass Bircher-Benner für die meisten Ärzte und Wissenschaftler im Deutschen Reich ein Außenseiter blieb und eben kein Wegbereiter wurde.“

## Veröffentlichungen (Auswahl)
- Kurze Grundzüge der Ernährungs-Therapie auf Grund der Energie-Spannung der Nahrung.[90] Berlin 1903.
- Die Grundlagen unserer Ernährung. Berlin 1921.
- Der Menschenseele Not. Erkrankung und Gesundung. Wendepunkt-Verlag, Zürich, Band I 1927, Band II 1933.
- Vegetabile Heilkost. In: Neue Deutsche Klinik. 11. Band, 1. Ergänzungsband. Zugleich 1. Jahresband von Klinische Fortbildung. Urban und Schwarzenberg, Berlin/Wien 1933, S. 109–168.[91]
- Diätetische Heilbehandlung: Erfahrungen und Perspektiven. Stuttgart 1935.
- Vom Wesen und der Organisation der Nahrungsenergie. Stuttgart 1936.
- Vom Werden des neuen Arztes: Erkenntnisse und Bekenntnisse. Dresden 1938.
- Max Bircher-Benner: Ordnungsgesetze des Lebens. Drei Vorträge für die «Food Education Society». Bircher-Benner, Bad Homburg (vormals Zürich) 1992, ISBN 3-87053-048-0 (Nachdruck von Wendepunkt, Zürich/Leipzig/Wien 1938).
- Max Bircher-Benner: Die Verhütung des Unheilbaren. Wendepunktverlag, Zürich/Leipzig/Wien.
- Max Bircher-Benner: Ernährungskrankheiten Teil 1 und 2. Wendepunktverlag, Zürich/Leipzig 1928.

## Filme über Bircher-Benner
- 1964: Birchermüesli – Original-Rezept und Geschichte Historischer Beitrag aus dem Archiv von Schweizer Radio und Fernsehen (SRF), der das Originalrezept des Birchermüesli vorstellt und Einblicke in Leben, Werk und Philosophie von Max Oskar Bircher-Benner gibt. Der Film dokumentiert die Grundgedanken des Pioniers der modernen Diätetik und Vollwertkost und bietet eine filmische Zeitreise in die Anfänge der gesundheitlich orientierten Ernährung im frühen 20. Jahrhundert.
- 1996: Bruno Moll Müesliland, 47-minütige Dokumentation über das Leben und Wirken des Schweizer Arztes und Ernährungsreformers Dr. Max Bircher-Benner. Der Film thematisiert seine Vorstellung, dass zahlreiche Krankheiten durch falsche Ernährung und ungesunde Lebensweise entstehen und stellt sein bekanntestes Erbe, das Bircher Müesli, in den Kontext seiner ganzheitlichen Gesundheitsphilosophie. Es werden Menschen porträtiert, die sich bis heute mit seinen Ideen identifizieren.[92]